# Гармаші

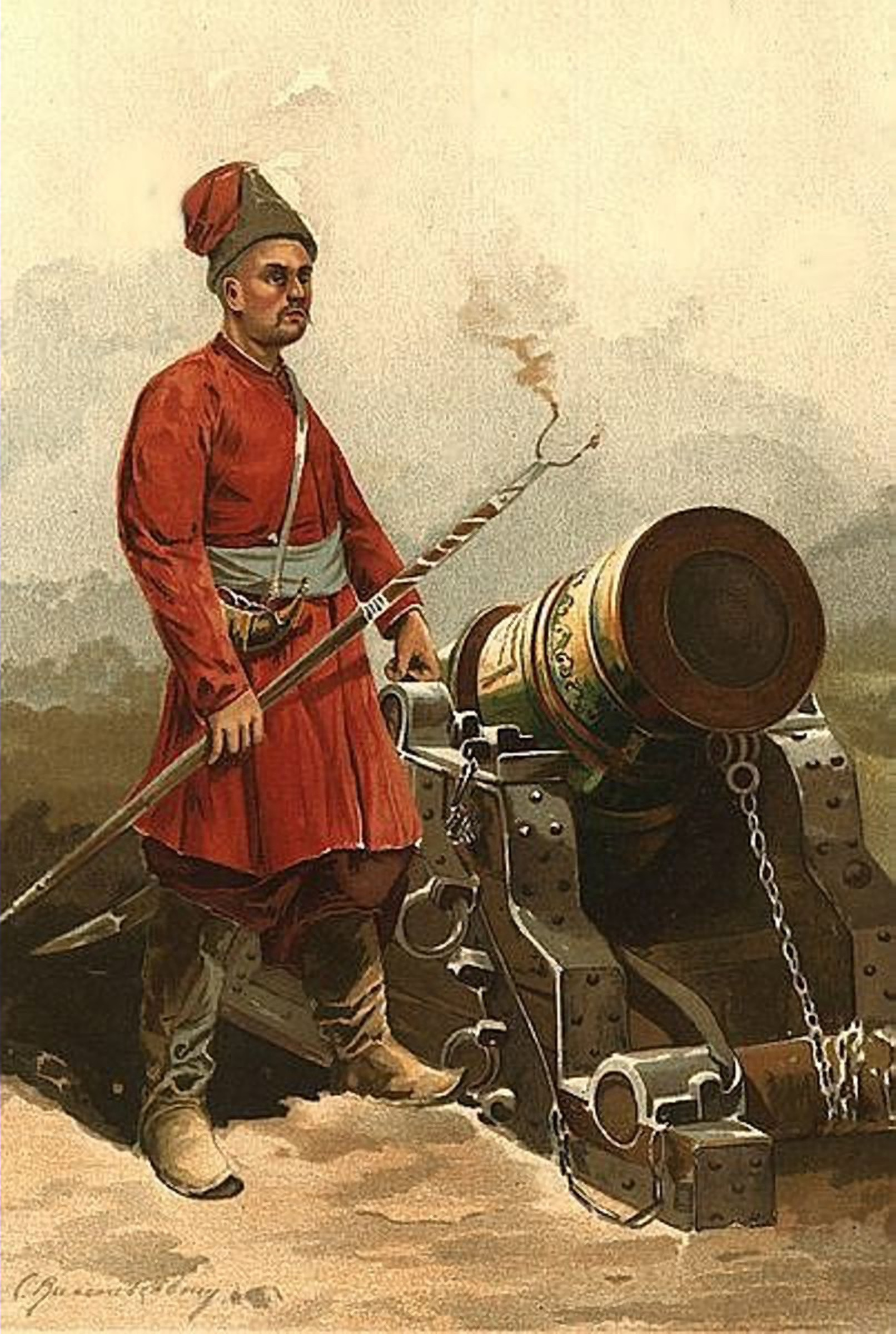
Гармаш часів гетьмана І. Мазепи; при ньому мортира, вилита за наказом Мазепи (Артилерійський музей в Петербурзі), а в руці запальник з ґнотом

Гармаші (армаші, пушкарі) — в українському козацькому війську спеціально підготовлені козаки, які опанували артилерійську справу і стріляли з гармат. Входили до числа арматних служителів і становили соціальну категорію козацтва, найчисельнішу групу військових служителів, пов'язану з військовим устроєм Запорозької Січі, які забезпечували справне функціонування артилерії.